# Амусан, Адевале Сандей
Адевале Сандей Амусан (англ. Adewale Sunday Amusan; род. 12 июня 1989, Макурди) — нигерийский футболист, нападающий.

## Карьера
Амусан начал карьеру в нигерийском клубе «Лоби Старз», затем переехал в Словению, перейдя в годичную аренду в «Копер» за 140 тысяч евро. За год он сыграл 34 матча в высшей лиге Словении и забил 10 мячей. Затем он перешёл на правах аренды в румынский клуб «Униря», но не сыграл в официальных матчах. В 2010 году Амусан перешёл в «Работнички» из Скопье, но и там не сыграл ни разу. Впоследствии играл за нигерийские клубы «Викки Туристс» и «Гомбе Юнайтед».